# Élyséepalæet
Élyséepalæet (fransk: Palais de l'Élysée) er den officielle bolig for Frankrigs præsident. Palæet ligger tæt ved Champs-Élysées i Paris' 8. arrondissement.
Slottet stod færdigt i 1722 og blev præsidentens embedsbolig fra 1874. Mens flere præsidenter har beholdt deres private bolig og kun anvendt Élyséepalæet til repræsentative formål, har fx Jacques Chirac boet der gennem hele sin embedsperiode.
48°52′13″N 2°18′59″Ø / 48.87028°N 2.31639°Ø